# Haut de la Montée
Haut de la Montée är ett bergspass i Schweiz. Det ligger i distriktet Franches-Montagnes och kantonen Jura, i den västra delen av landet, 50 km nordväst om huvudstaden Bern. Haut de la Montée ligger 828 meter över havet.